# (35895) 1999 JX83
1999 JX83 (asteroide 35895) é um asteroide da cintura principal. Possui uma excentricidade de 0.22984670 e uma inclinação de 6.87112º.
Este asteroide foi descoberto no dia 12 de maio de 1999 por LINEAR em Socorro.